# حسن فریور
حسن فریور (زادهٔ ‎۱۸ بهمن ۱۳۷۷) بازیکن فوتبال اهل ایران است.
از باشگاه‌هایی که در آن بازی کرده‌است می‌توان به باشگاه فوتبال تراکتور اشاره کرد.